# توماس جوزيف دروري
توماس جوزيف دروري (بالإنجليزية: Thomas Joseph Drury)‏ هو كاهن كاثوليكي أمريكي، ولد في 4 يناير 1908 في Ballymote ‏ في جمهورية أيرلندا، وتوفي في 22 يوليو 1922.